# Dompropstei Meißen

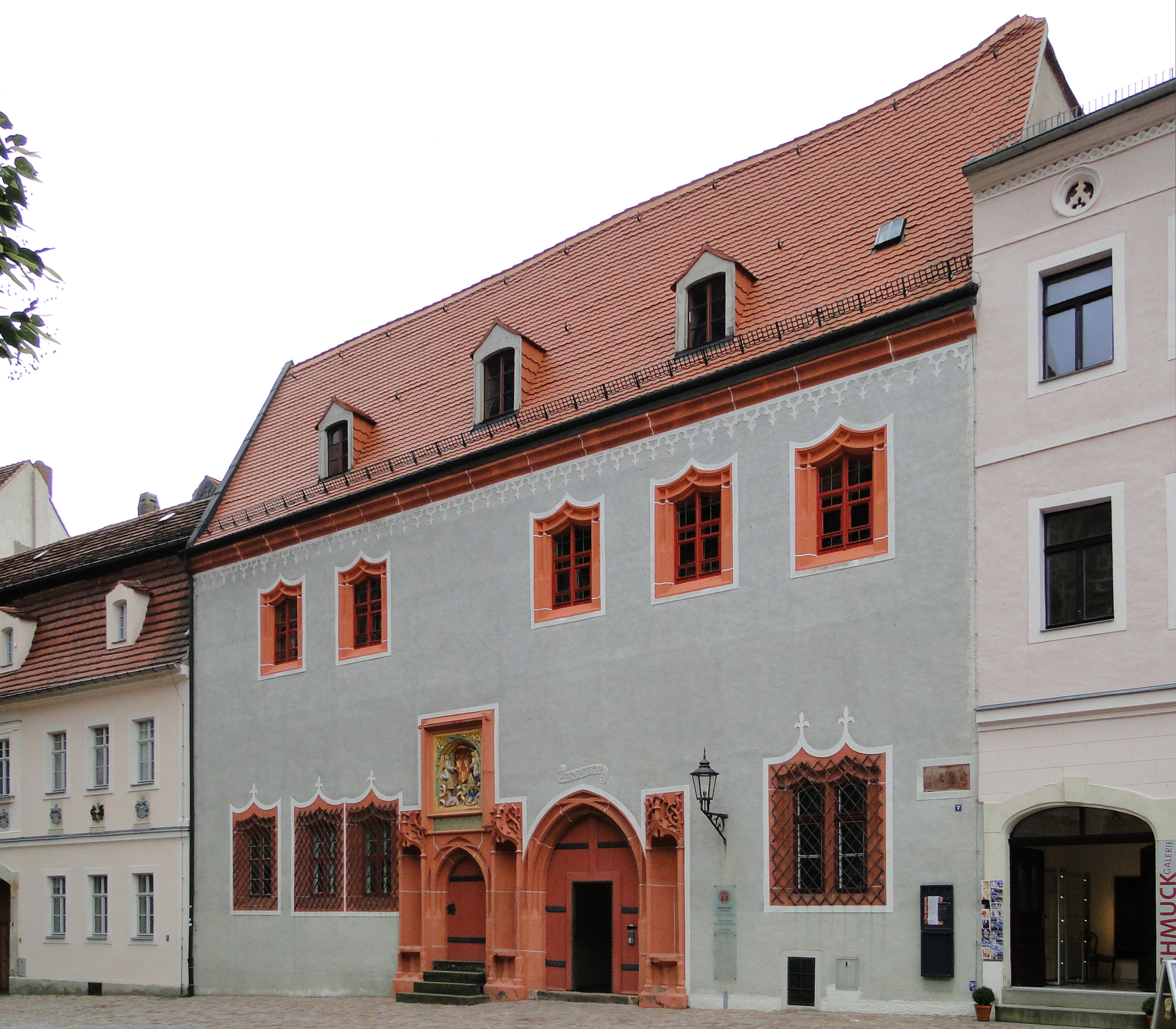
Dompropstei Meißen

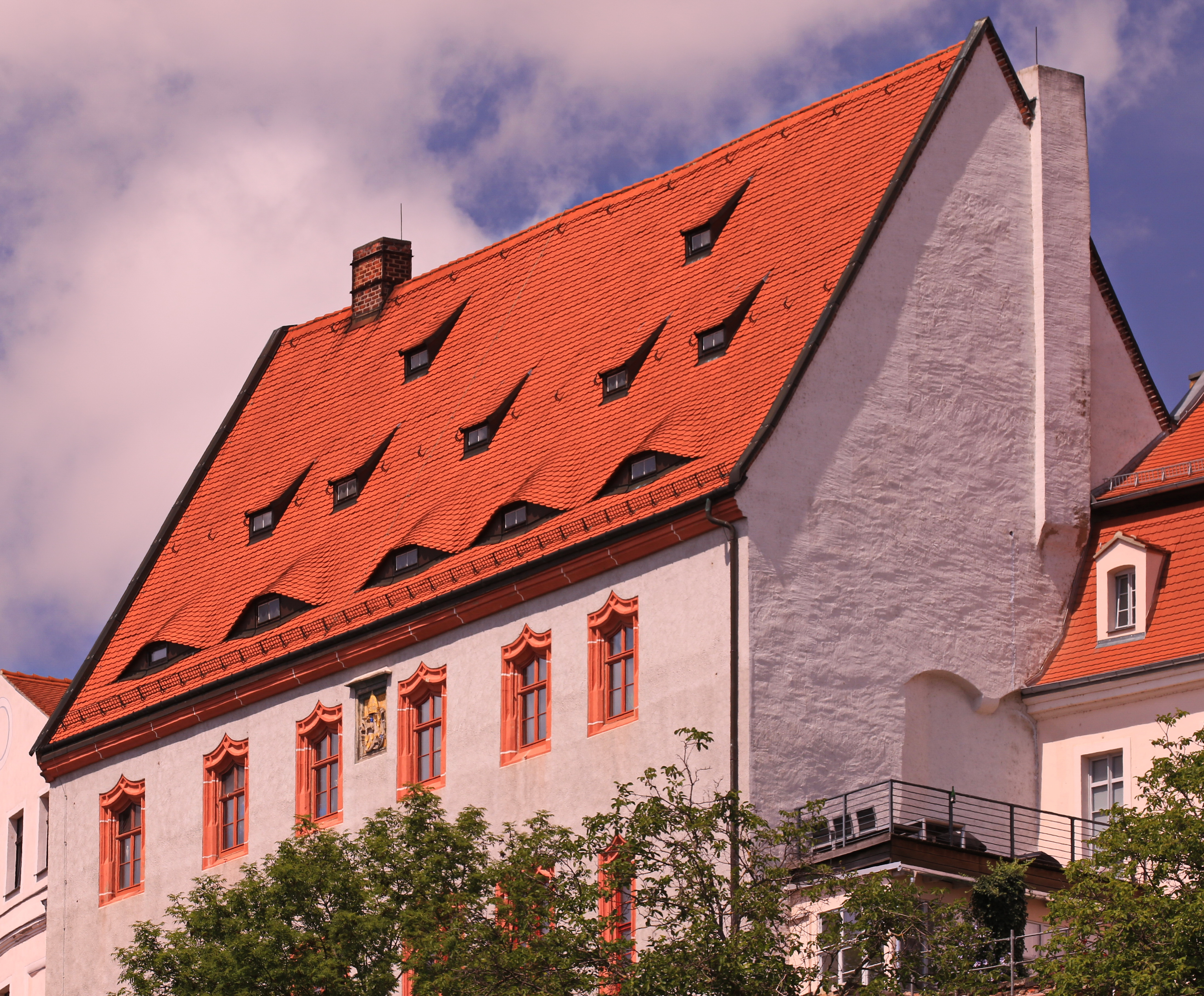
Dompropstei, Ansicht von Süden

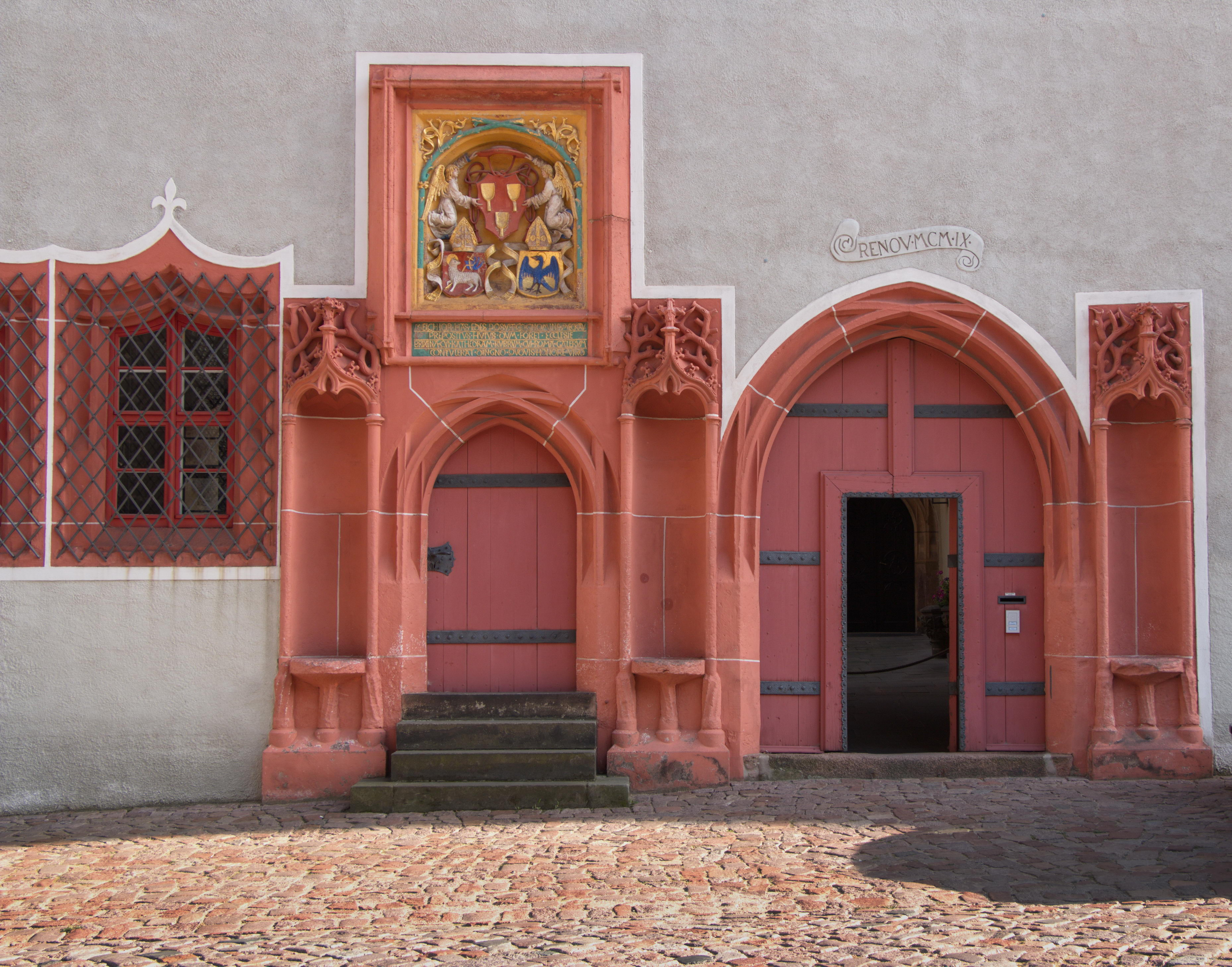
Portale

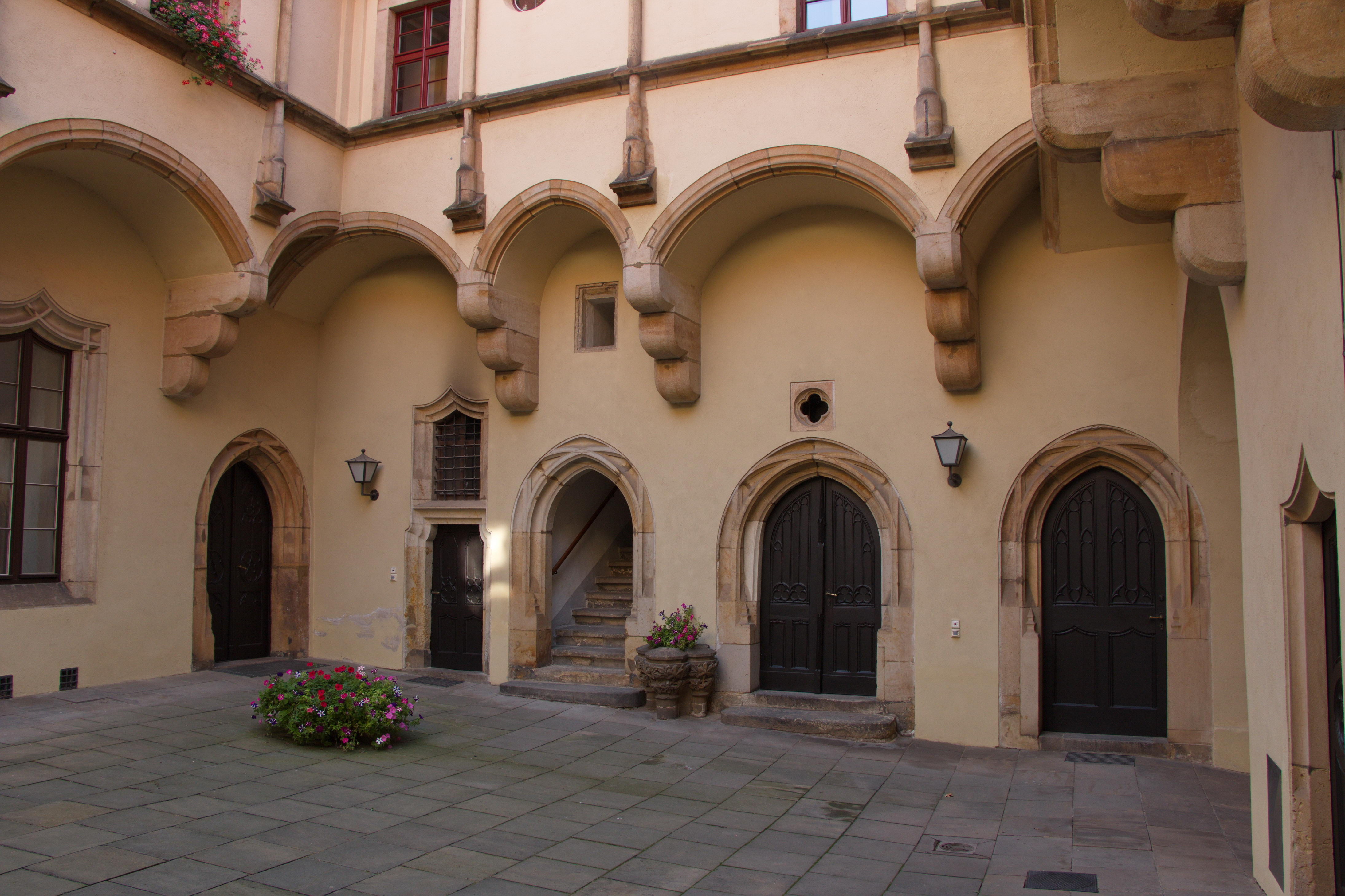
Innenhof

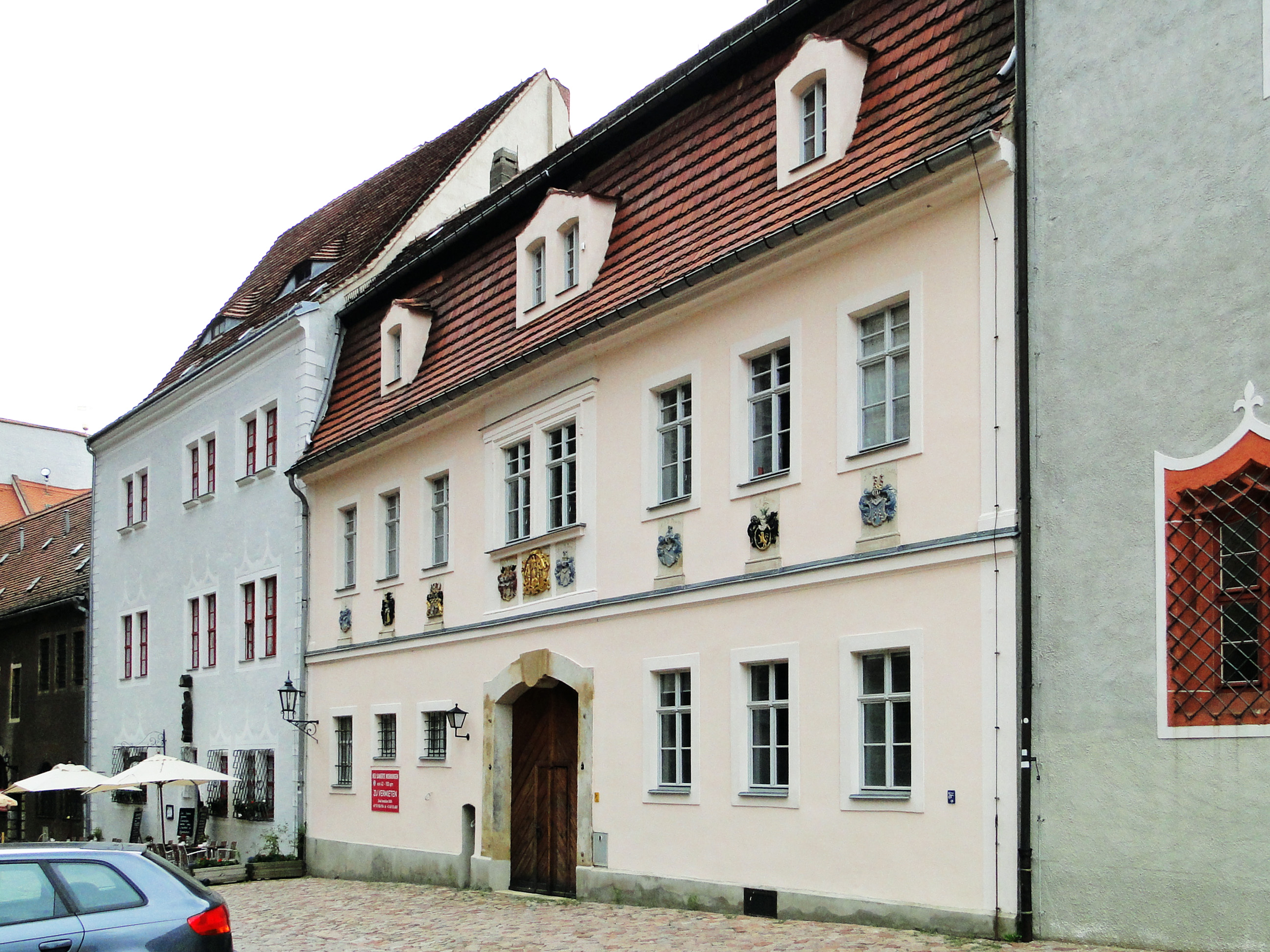
Domherrenhaus mit Dechantei und Amtsfronfeste im Hintergrund

Die Dompropstei ist ein spätgotisches Bauwerk auf dem Grundstück Domplatz 7 (Karte) in Meißen in Sachsen. Sie wird seit alters her vom Hochstift Meißen der Evangelisch-Lutherischen Landeskirche Sachsens genutzt. Diesem Bauwerk benachbart liegen weitere dreigeschossige Traufenhäuser, die gegenüber vom Meißner Dom die Südseite des Domplatzes bis zum Bischofsschloss bilden.

## Geschichte und Architektur
Die Dompropstei wurde 1497 einheitlich unter Propst Melchior von Meckau erbaut. Die Fassade wurde nach Befund von Hugo Hartung im Jahr 1909 und nachfolgend im Jahr 1993 renoviert. Das Haus besteht aus drei Flügeln, die sich um einen annähernd rechteckigen Hof gruppieren. Die Fassade zum Domplatz ist zweigeschossig mit Vorhangbogenfenstern gestaltet.
Im Erdgeschoss sind die seitliche Durchfahrt und Eingangspforte mit stabwerkverzierten Spitzbogenportalen angeordnet, die von Sitznischen mit baldachinartigem oberem Abschluss flankiert sind. Über der Fußgängerpforte befindet sich das Wappen des Propstes, der seit 1498 Bischof in Brixen und seit 1503 Kardinal war.
Der malerische Innenhof zeigt vorkragende Obergeschosse. Im Erdgeschoss sind mehrere Spitzbogenportale angeordnet. Der Flügel zur Stadt ist als Schauseite mit Vorhangbogenfenstern gebildet. Er steht über einem gewaltigen Tonnengewölbe.
Die Räume im Erdgeschoss sind mit Zellengewölben abgeschlossen, das Obergeschoss zeigt teilweise profilierte Holzbalkendecken. Im Innern sind ein barocker Ofen und neugotisches Mobiliar erhalten, das von Friedrich Arnold entworfen wurde.

## Umgebung

### Domherrenhaus
Das östlich benachbarte Domherrenhaus (Domplatz 6, Karte, nicht zu verwechseln mit dem Domherrenhof) wurde in den Jahren 1726–1728 über mittelalterlichen Grundmauern als Wohnhaus des Syndikus neu errichtet. Das zweigeschossige Bauwerk ist mit symmetrisch angeordneten Fenstern und einem Mansarddach versehen. Über dem stichbogigen Mittelportal ist eine Steinplatte mit dem Brustbild eines Bischofs angebracht, das sich wohl auf den Dompatron Bischof Donatus bezieht. Darüber befindet sich ein Adler als Symbol für Johannes Evangelista, den zweiten Patron des Doms.
Seitlich zwischen den Fenstern des Erd- und des Obergeschosses sind die Wappen der damals amtierenden Domherren angebracht. Das Haus bildet eine Vierflügelanlage mit einem schmalen rechteckigen Hof in der Mitte. Im westlichen Flügel befindet sich eine dreiarmige Treppe. Das Obergeschoss zeigt eine wohlgestaltete Stuckdecke aus der Erbauungszeit.

### Dechantei und Amtsfronfeste
Die weiter östlich gelegene Dechantei (Domplatz 5, Karte) wurde 1526 von Dekan Dr. Johann Hennig erbaut. Der dreigeschossige Putzbau ist mit drei zweifach gekuppelten Fenstern versehen. Über dem originalen, rundbogigen Sitznischenportal sind ein Oberlicht und eine Standfigur auf einer Konsole unter einem Baldachin angebracht, die wohl Johannes Evangelista darstellt. Im Hausflur des eingewölbten Erdgeschosses befindet sich eine Inschrifttafel mit dem Erbauungsjahr 1526.
Die Amtsfronfeste (Domplatz 4, Karte) ist ein Vierflügelbau, der bald nach 1609 anstelle zweier Kurien erbaut worden ist, seit 1828 als Gefängnis dient und 1900 umgebaut wurde. Das Bauwerk zeigt an der zweigeschossigen Fassade zum Platz ornamentalen Dekor und ein Rundbogentor mit rechteckiger Seitentür. Das Erdgeschoss ist zum Teil eingewölbt.